# Dơi quỷ thông thường
Dơi quỷ thông thường (danh pháp hai phần: Desmodus rotundus) là một loài dơi mũi lá nhỏ có nguồn gốc từ châu Mỹ. Nó là một trong ba loài dơi quỷ còn tồn tại, hai loài con lại là dơi quỷ chân lông (Diphylla ecaudata) và dơi quỷ cánh trắng (Diaemus youngi). Chúng chỉ ăn máu động vật có vú, chủ yếu là các loài gia súc. Dơi quỷ tiến lại gần con mồi vào ban đêm khi con mồi đang ngủ. Chúng dùng những cái răng hình dao cạo để cắt da con mồi và liếm máu với cái lưỡi dài.
Đây là loài đa thê, con đực thống trị sẽ bảo vệ cho đàn con cái của nó. Dơi quỷ thông thường là một trong những loài dơi có tính xã hội cao nhất với các hành vi như chia sẻ thức ăn và nuôi hộ con non. Vì nó hút máu gia súc và có thể mang theo bệnh dại, dơi quỷ thông thường thường được xem là có hại.

## Phân loại
Loài này được mô tả như Phyllostoma rotundum bởi Étienne Geoffroy Saint-Hilaire năm 1810. Chúng đã được đặt một vài tên khoa học khác trước khi trước khi được đặt cái tên hiện nay—Desmodus rotundus—bởi Oldfield Thomas năm 1901. Nó thuộc phân họ Desmodontinae cùng với hai loài khác: dơi quỷ chân lông (Diphylla ecaudata) và dơi quỷ cánh trắng (Diaemus youngi). Ba loài này là dơi quỷ "thật", trái với dơi quỷ "giả" trong họ Megadermatidae. Cả ba loài dơi quỷ đều được chuyên biệt hóa để ăn máu của động vật máu nóng. Tuy nhiên, dơi quỷ thông thường ăn máu nhiều hơn hai loài kia (thường ăn máu chim). Ba loài này trông khá giống nhau nhưng dơi quỷ thông thường có thể được phân biệt bởi "ngón cái" của nó dài hơn. Nó là thành viên duy nhất còn tồn tại trong chi Desmodus, mặc dù một số loài hóa thạch khác đã được mô tả.

## Mô tả vật lý

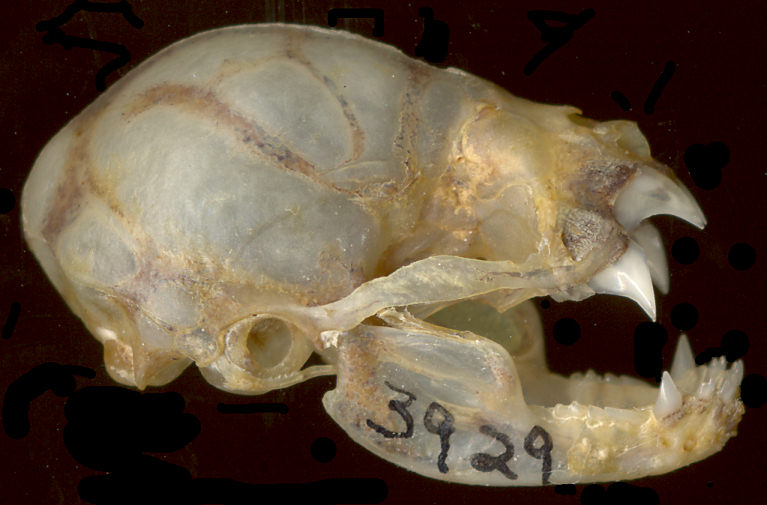
Hộp sọ dơi quỷ

Dơi quỷ thông thường có bộ lông ngắn, với lông màu xám-bạc ở mặt bụng, trái với màu lông tối trên lưng. Nó có tai nhỏ, hơi tròn, môi dưới có rãnh sâu, và một cái mũi dẹt, có hình chiếc lá. Nó có một ngón tay phát triển, có vuốt để leo lên con mồi và hỗ trợ trong cất cánh. Dài trung bình 9 cm (3.5 in) với sải cánh 18 cm (7 in). Nó thông thường nặng khoảng 57 grams (2 oz), nhưng nó có thể nặng gấp đôi sau khi ăn. Hộp sọ của nó tương đối lớn, nhưng mõm lại nhỏ để phù hợp với răng cửa và răng nanh lớn. Nó là một trong những loài dơi ít răng nhất. Răng cửa trên thiếu men răng, làm cho chúng sắc như dao cạo. Dị hình lưỡng tính ở loài này là con cái lớn hơn con đực.
Dơi quỷ thông thường có tầm nhìn tốt. Chúng có thể phân biệt mô hình quang học khác nhau và có thể sử dụng tầm nhìm cho việc định hướng đường dài. Loài dơi này cũng có khứu giác và thính giác phát triển. Chúng sử dụng định vị tiếng vang bằng đường miệng, và do đó thường mở miệng khi bay. Chúng có thể phát hiện một thanh kim loại rộng 1 xentimét (0,39 in) ở khoảng cách 50 xentimét (20 in), so với các loài dơi khác là trung bình.

## Hình ảnh

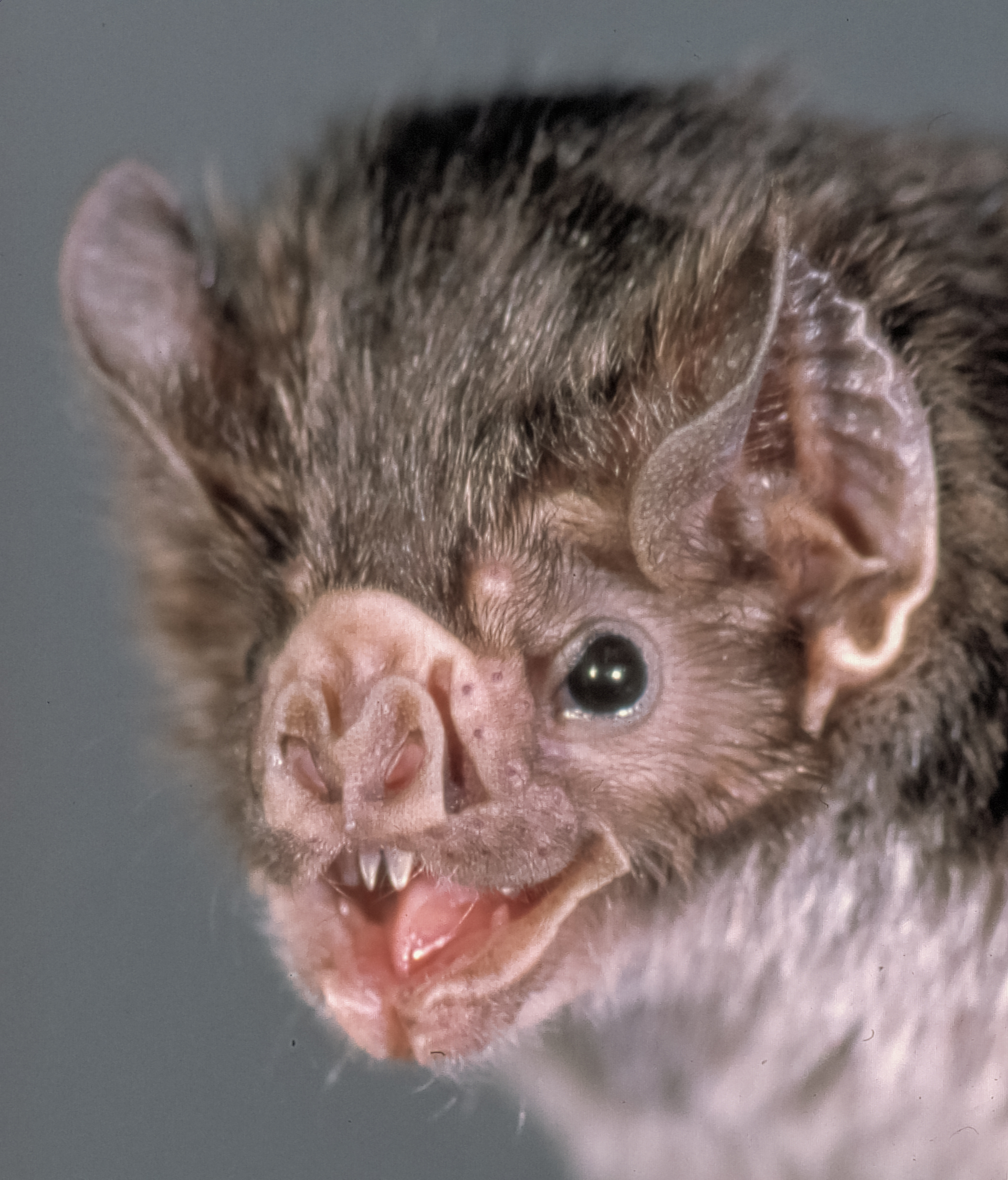
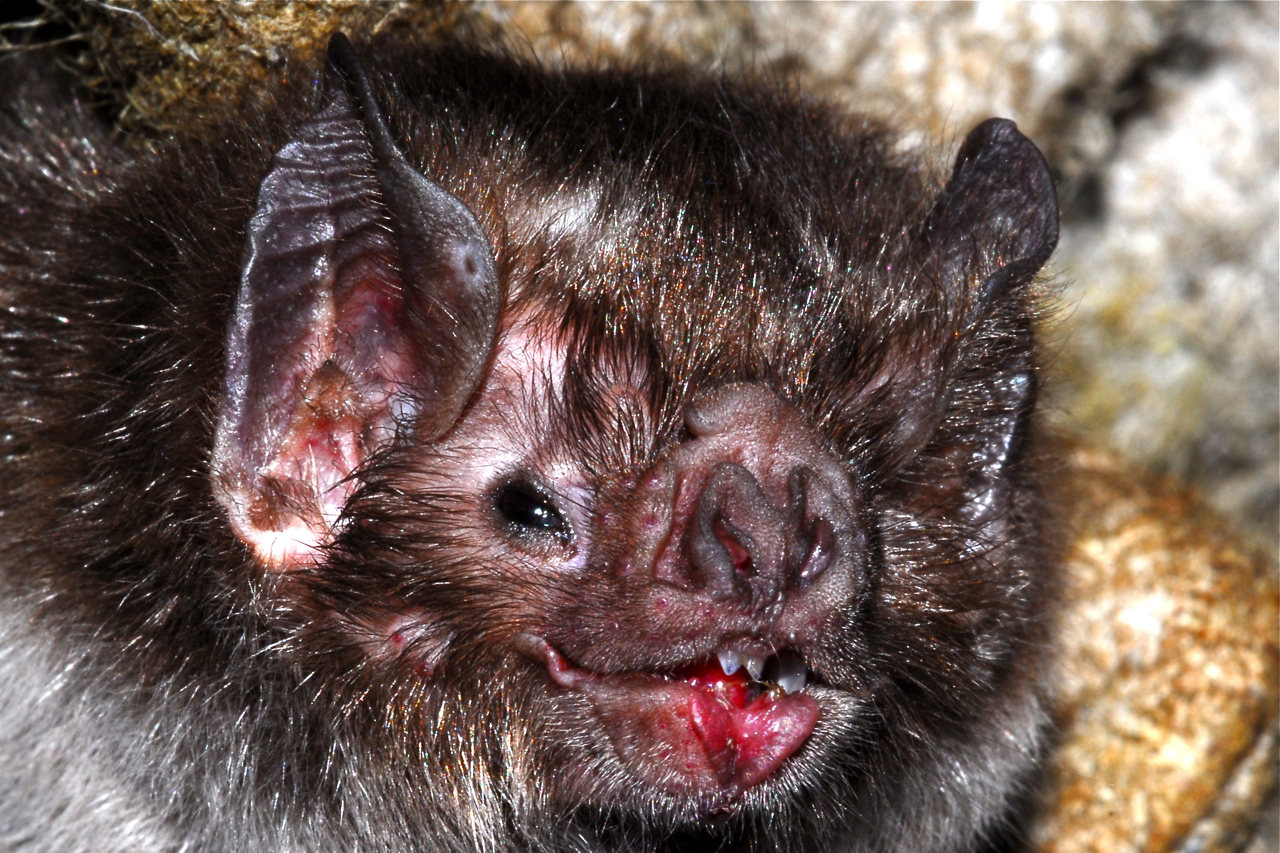
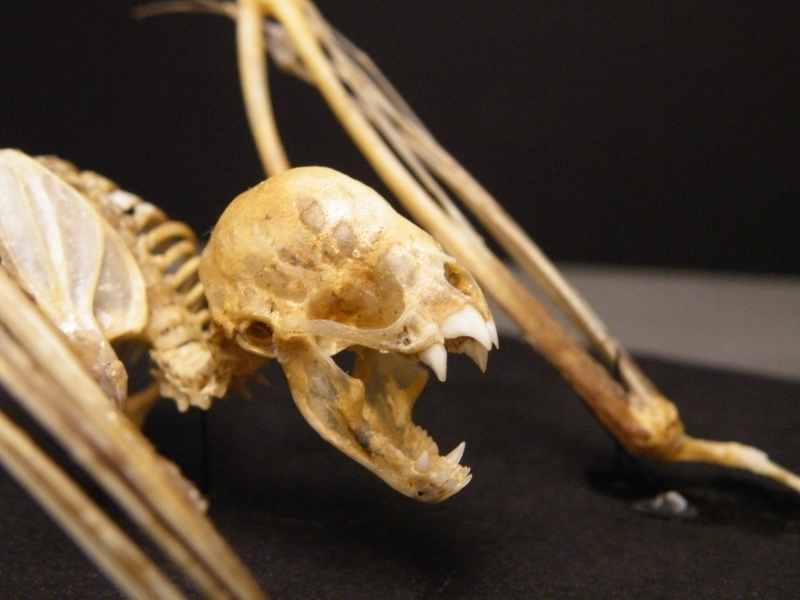
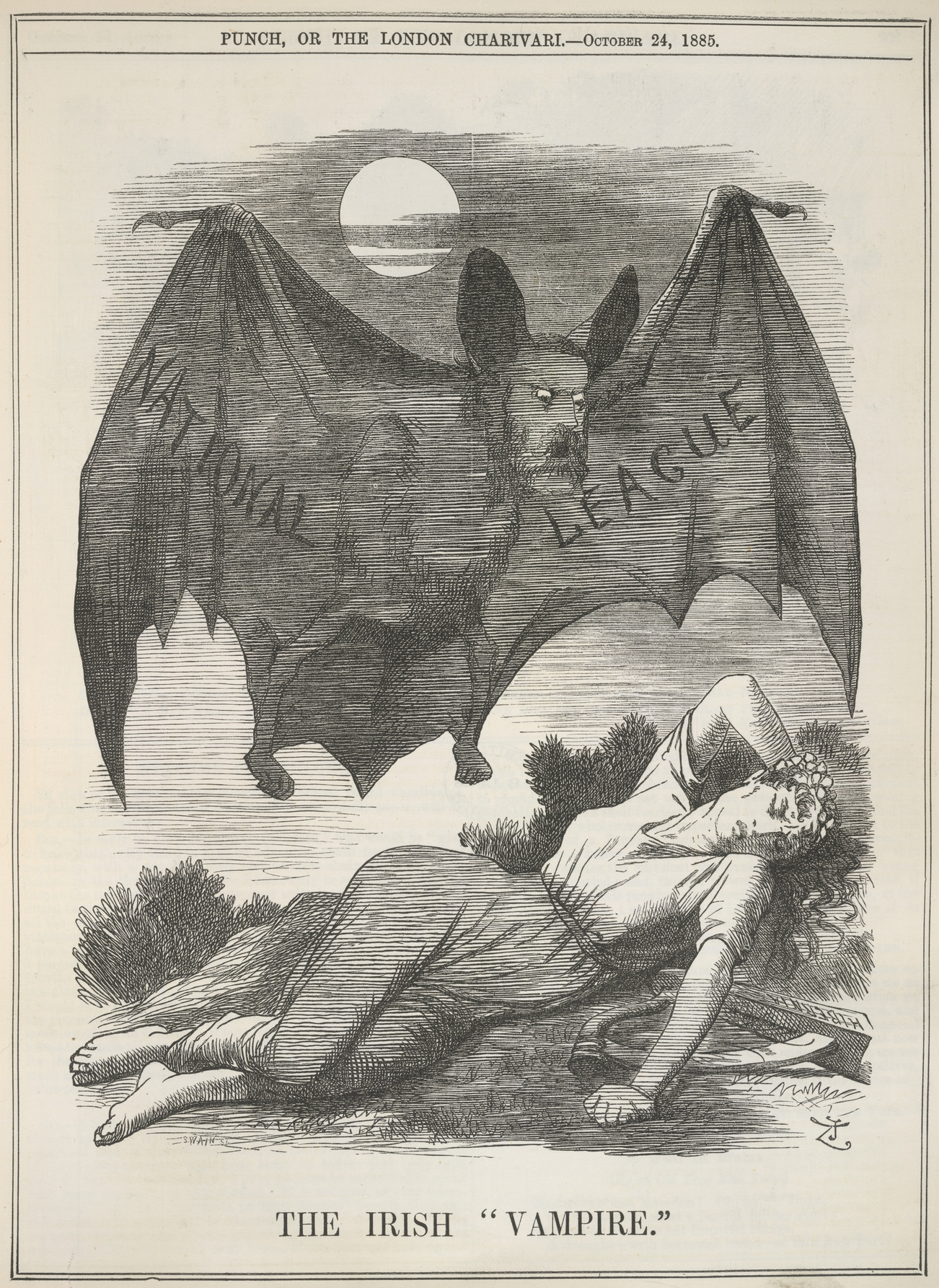
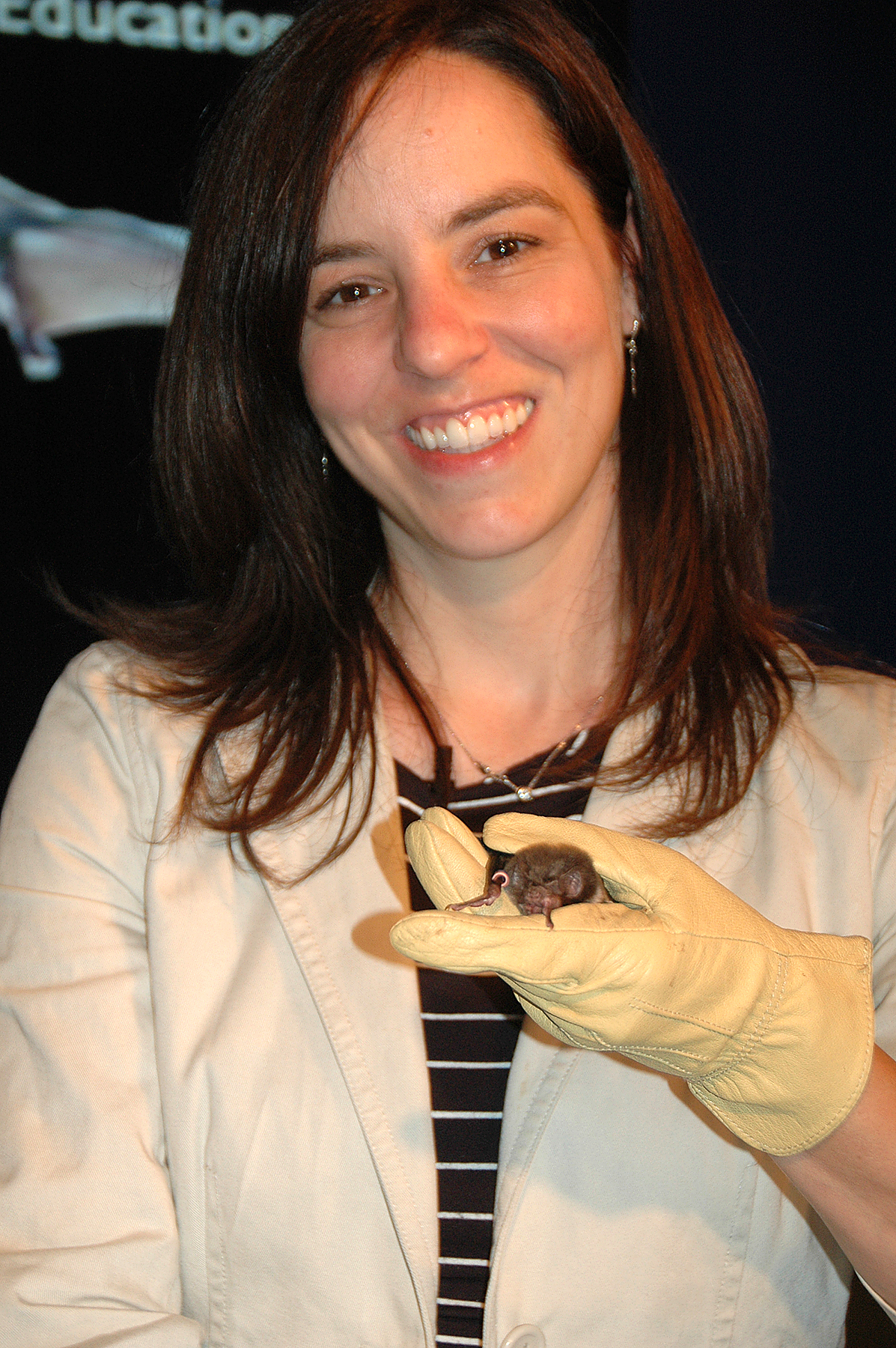